# Nazionale Emilia Foot-Ball Club
Il Nazionale Emilia Foot-Ball Club fu una squadra di calcio di Bologna, attiva dal 1912 al 1922.

## Storia
Fondato nel 1912, poco prima dell'inizio della Grande Guerra, nella stagione 1919-1920 militò in Prima Categoria, dove occupò il quinto posto nella sezione emiliana. 
Concluse la stagione 1920-1921 in quinta e ultima posizione nel girone B, retrocedendo in Promozione. 
Nella stagione 1921-1922 partecipa al campionato di Seconda Divisione Emilia (con il patrocinio della CCI).
Nel 1922 viene assorbito dalla sezione calcio della Virtus Gruppo Sportivo Bolognese.
Aveva sede nel bar Ugo Bassi a Bologna, nella omonima via cittadina.
Nell'autunno 1930 fu rifondato dagli stessi soci che lo avevano fondato nel 1912. Aveva sede nel bar Emilia in via Saffi a Bologna.